# Xian de Taigu
« Taigu » redirige ici.  Pour le poète japonais Ryōkan Taigu, voir Ryōkan.
Le xian de Taigu (太谷县 ; pinyin : Tàigǔ Xiàn) est une subdivision de la province du Shanxi en Chine. Il est placé sous la juridiction administrative de la ville-préfecture de Jinzhong.

## Démographie
La population du district était de 273 288 habitants en 1999.

## Agriculture
La production de raisin (pour le vin), de pommes et de dattes.